# Cristián de la Fuente
Cristian de la Fuente Sabarots (né le 10 mars 1974 à Santiago du Chili), est un mannequin, acteur et animateur de télévision chilien-américain.

## Biographie
Le 5 janvier 2002, il a épousé l'actrice et présentatrice chilienne Angélica Castro, avec qui il a eu une fille, Laura de la Fuente Castro.

## Carrière
Il interprète lui-même sous le pseudonyme de Andrés dans la mini-série de télévision Como ama una mujer inspirée de la vie de la chanteuse new-yorkaise Jennifer Lopez. La série compte cinq épisodes d'une heure, filmés au format cinématographique avec Leonor Varela dans le rôle de Jennifer Lopez, Cristián de la Fuente dans celui de Ben Affleck et Raúl Méndez pour jouer Marc Anthony sous les pseudonymes respectifs de Sofía Márquez, Andrés et Diego. La mini-série transmise par Univisión reçoit une forte audience et a causé un scandale. Elle racontait la période de la vie de Jennifer Lopez en 2004 lorsqu'elle a terminé sa relation avec Ben Affleck et a décidé de se marier avec le chanteur portoricain Marc Anthony.

## Filmographie

### Cinéma
- 2001 : Driven de Renny Harlin : Memo Moreno
- 2002 : Vampires 2 : Adieu vampires (Vampires: Los Muertos) de Tommy Lee Wallace : Père Rodrigo
- 2003 : Basic de John McTiernan : Sergent Castro

### Télévision

#### Telenovelas
| Année     | Telenovela           | Rôle                          | Télédiffuseur           |
| --------- | -------------------- | ----------------------------- | ----------------------- |
| 1995      | El amor está de moda | Lucas Correa                  | Canal 13                |
| 2005      | Soñar no cuesta nada | Felipe Reyes Retana           | Univision et Venevisión |
| 2008      | Fuego en la sangre   | Damián Ferrer                 | Televisa                |
| 2009-2010 | Corazón salvaje      | Renato Vidal Montes de Oca    | Televisa                |
| 2012      | Maldita              | Ignacio Echaurren             | Mega                    |
| 2012      | Amor Bravío          | Daniel Acosta                 | Televisa                |
| 2013-2014 | Quiero amarte        | Maximiliano Montesinos Ugarte | Televisa                |
| 2016      | Sueño de amor        | Ricardo Alegría Sandoval      | Televisa                |
| 2017      | En tierras salvajes  | Daniel Otero Rivelles         | Televisa                |

#### Séries
| Année     | Série                            | Rôle              | Chaîne     |
| --------- | -------------------------------- | ----------------- | ---------- |
| 1999-2001 | Associées pour la loi            | Andres Diaz       | CBS        |
| 2002-2003 | Pour le meilleur et pour le pire | Manolo            | NBC        |
| 2003-2004 | Les Experts : Miami              | Sam Belmontes     | CBS        |
| 2006      | La Classe                        | Aaron             | CBS        |
| 2007      | Ugly Betty                       | Rodrigo Veloso    | ABC        |
| 2009      | Brothers & Sisters               | Cal               |            |
| 2010-2011 | Private Practice                 | Dr Eric Rodriguez | ABC        |
| 2011      | The Nine Lives of Chloe King     | Frank Cabrera     | ABC Family |
| 2015      | Devious Maids                    | Ernesto Falta     | Lifetime   |

#### Téléfilms
| Année | Téléfilm                               | Rôle   | Réalisateur       |
| ----- | -------------------------------------- | ------ | ----------------- |
| 2019  | Un baiser pour Noël (A Christmas Wish) | Andrew | Emily Moss Wilson |

### Émissions télévisées
| Année     | Émission                 | Rôle                                | Chaîne |
| --------- | ------------------------ | ----------------------------------- | ------ |
| 2008      | Dancing with the Stars 6 | Participant (3e place)              | ABC    |
| 2008-2010 | Golpe bajo               | Présentateur et producteur executif | Mega   |
| 2012      | Cabaret burlesque        | Présentateur                        | TVN    |